# Soechoj Soe-9
De Soechoj Soe-9 (Russisch: Су-9) (NAVO-codenaam: Fishpot) was een eenmotorige met raketten bewapende onderscheppingsjager, ontwikkeld door Soechoj in de Sovjet-Unie.

## Ontwikkeling
De Soe-9 kwam voort uit aerodynamische studies door TsAGI, het Sovjet aerodynamische centrum, tijdens de Koreaanse Oorlog, welke een aantal aerodynamisch optimale jager-ontwerpen ontwikkelde. Het ontwerp vloog voor het eerst in 1956 als het T-405-prototype. De Soe-9 werd tegelijkertijd ontworpen met de Soe-7 Fitter en beide werden voor het eerst door het Westen gezien op de Toesjino Luchtvaartdag op 24 juni 1956, waar de Soe-9 de aanduiding Fitter-B kreeg. De Soe-9 kwam in 1959 in dienst.
De totale productie van de Soe-9 lag op ongeveer 1.100 toestellen. Er wordt gedacht dat er een aantal Soe-9's zijn opgewaardeerd tot Soe-11 Fishpot-C. Geen enkele werd er geëxporteerd naar andere landen, ook niet binnen het Warschaupact. De Soe-9's en Soe-11's werden tijdens de jaren 70 uit dienst genomen. Sommigen werden gehouden als testobjecten of omgebouwd tot afstandbestuurbare doelen. De Soe-9 werd opgevolgd door de verbeterde Soe-11 en de veel betere Soe-15 Flagon en MiG-25 Foxbat.
Op 4 september 1962 zette Vladimir Iljoesjin een nieuw wereldrecord voor absolute hoogte op 28.852 m, met een aangepaste Soe-9, aangeduid T-431 door het bureau. In november van datzelfde jaar zette Iljoesjin nog een aantal snelheids- en hoogterecords neer in hetzelfde toestel.

## Ontwerp
De romp en staartvlakken leken erg op die van de Soe-7, maar in tegenstelling tot de pijlstandvleugels van dat toestel had de Soe-9 een 53° deltavleugel. Hij had verder ook een aantal Soechoj-details, zoals de luchtremmen aan de achterkant van de romp en dezelfde Ljoelka AL-7 turbojet en neusinlaat als de Soe-7. De kegel in de neus bevat de radar.
De Soe-9 werd ontwikkeld uit eerder werk aan een ontwikkelingstoestel, aangeduid T-3, waaraan de Soe-9 vrijwel identiek was. Intern bij Soechoj was de Soe-9 bekend als de T-43.
De Soe-9 kreeg een deltavleugel vanwege de lagere weerstand bij supersonische snelheden. Het grotere volume zorgde ook voor een grote brandstofcapaciteit in verhouding tot de Soe-7. De Soe-9 was in staat tot Mach 1,8 op hoogte of ongeveer Mach 1,14 met raketten. De brandstof-gewichtverhouding was echter minimaal, waardoor de actieradius niet al te groot was. Verder waren de rotatiesnelheden nog hoger dan die van de Soe-7, welke al hoog waren met 360 km/h. In tegenstelling tot de Soe-7, die zware besturingsorganen had maar makkelijk te besturen was, had de Soe-9 lichte en responsieve bediening, maar was onvergeeflijk bij een fout van de piloot.
De Soe-9 had een primitieve R1L radar (NAVO-codenaam High Fix) in de neus en was bewapend met vier Kaliningrad K-5 lucht-luchtraketten. In tegenstelling tot de Soe-7 en de latere Soe-15 had de Soe-9 geen kanon, al waren er twee ophangpunten onder de romp gereserveerd voor extra tanks.
Van een tweezits trainingsvliegtuig, aangeduid Soe-9U, werden ongeveer vijftig toestellen gebouwd. Het kreeg de NAVO-codenaam Maiden. Het had volledige bewapening en radarsysteem in beide cockpits, waardoor de leerlingen alle aspecten van onderscheppingsmissies konden oefenen, maar doordat de tweede zitplaats de brandstofverhouding nog verder verslechterde, was hij niet geheel inzetbaar in de strijd.